# ناتاشا أندونوفا
ناتاشا أندونوفا (المقدونية: Наташа Андонова؛ من مواليد 4 ديسمبر 1993) هي لاعبة كرة قدم مقدونية تقود المنتخب المقدوني. هي الأخت الصغرى لـ "Sijce Andonova"،وهي أيضاً لاعبة كرة قدم. إنها أفضل هداف في تاريخ المنتخب المقدوني.